# Kinesjma
Kinesjma (russisk: Кинешма, tr. Kinesjma) er den næststørste by i Ivanovo oblast, Centrale føderale distrikt i Den Russiske Føderation, Kinesjma ligger på bredden af floden Volga, og har 77.694 (2021) indbyggere.
Kinesjma blev grundlagt i 1429.